# Alejandro Moreno (rugbista)
Alejandro Cristian Moreno (Buenos Aires, 21 aprile 1973) è un allenatore ed ex giocatore di rugby a 15 italo-argentino, internazionale per l'Argentina fino al 1998 e, dal 1999 fino a fine carriera, per l'Italia.
Dal 2020 è l'allenatore del Rugby Milano.

## Biografia
Da sempre cittadino italo-argentino (suo nonno materno, emigrante, aveva l'abitudine di far domanda di cittadinanza presso l'ambasciata italiana a Buenos Aires per conto dei suoi nipoti), crebbe nel suo Paese di nascita nel Roca Rugby Club nel quale militò fino al 1998, anno in cui fu convocato nella nazionale argentina che disputò il Sudamericano di quell'anno; trasferitosi in Francia all'Agen, ricevette la convocazione della selezione italiana all'epoca guidata da Georges Coste; avendo saputo dalla federazione argentina di non rientrare nei suoi piani, accettò quindi di vestire la maglia azzurra con cui prese anche parte alla Coppa del Mondo 1999 in Galles.
Nel 2000 fu ingaggiato dalla sua prima squadra italiana, il Parma, su richiesta dell'allora C.T. Brad Johnstone allo scopo di tenere in patria i nazionali azzurri e, dopo una breve parentesi inglese nel Worcester, spese un triennio di nuovo in Francia, tra Brive e Perpignano.
Nel 2005 tornò di nuovo in Inghilterra, al Leicester, dove rimase fino al 2008 conquistando l'accoppiata Premiership - Coppa Anglo-Gallese nel 2006-07.
Nonostante l'ultimo incontro in Nazionale di Moreno risalisse al Sei Nazioni 2002 (contro la Scozia), il C.T. Nick Mallett convocò il giocatore italo-argentino, causa indisponibilità di piloni e tallonatori, per il tour del giugno 2008 in Sudafrica e Argentina, schierandolo poi al 66' del match vinto 13-12 contro i Pumas a Córdoba.
Tornato in Italia al Calvisano, nel mercato invernale di gennaio 2009 si trasferì, insieme al suo compagno di squadra Maurizio Zaffiri, a L’Aquila.
A promozione nel Super 10 ottenuta, Moreno nell'estate 2009 tornò in Inghilterra nelle file del Leeds Carnegie in prestito.
Dopo diverse stagioni tra Argentina e Italia come giocatore/allenatore, terminò definitivamente di giocare nel 2015 e fu allenatore in patria al Jockey de Villa María e, dal 2017, al Pucará, in cui rimase fino a tutto giugno 2020.
Da tale data è di nuovo in Italia come direttore tecnico e allenatore della prima squadra del Rugby Milano.

## Palmarès
- Premiership: 1
Leicester: 2006-07
- Coppe Anglo-Gallesi: 1
Leicester: 2006-07